# Epiglenea
Epiglenea – rodzaj chrząszczy z rodziny kózkowatych i podrodziny zgrzypikowych.

## Zasięg występowania
Przedstawiciele tego rodzaju występują w Chinach, na Tajwanie oraz w Azji Południowo-Wschodniej.

## Systematyka
Do Epiglenea należą 3 gatunki:
- Epiglenea comes
- Epiglenea formosana
- Epiglenea szetschuanica